# Associatie van gewone dophei
De associatie van gewone dophei (Ericetum tetralicis) is een associatie uit het dophei-verbond (Ericion tetralicis). Het is een plantengemeenschap die natte heidevegetatie omvat met overwegend gewone dophei.

## Naamgeving en codering
| Campylopo-Ericetum tetralicis Birse & Robertson 1976 |

- Natura2000-habitattypecode: (EU-code): H4010A
- Syntaxoncode voor Nederland (rVvN): r11Aa02
- BWK-karteringscodes: ce, ces

De wetenschappelijke naam Ericetum tetralicis is afgeleid van de botanische naam van gewone dophei (Erica tetralix), de meest dominante soort binnen de associatie.

## Fysiognomie

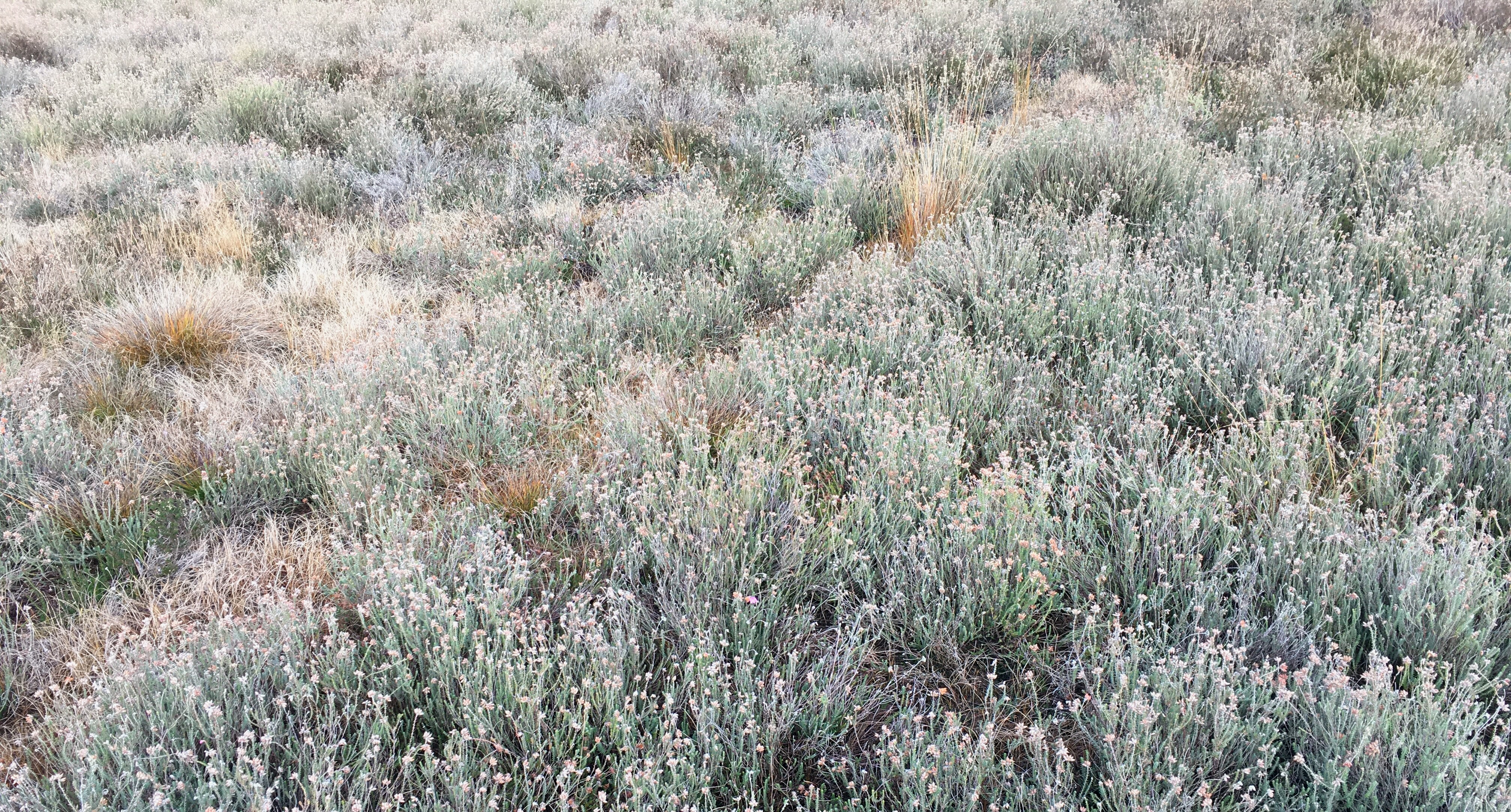
Een winteraspect van de associatie van gewone dophei in de Tongerense Heide.

De associatie van gewone dophei wordt fysiognomisch vooral gekenmerkt door de dominantie van gewone dophei, die in hoge mate het vegetatieaspect bepaalt. De associatie manifesteert zich altijd in de formatie van een dwergstruweel. Een struik- en boomlaag zijn in de regel afwezig. De kruidlaag wordt gedomineerd door dwergstruiken, zoals gewone dophei zelf. Verder zijn er altijd wel wat pollen van graminoïden aanwezig. Soms is ook beenbreek (Narthecium ossifragum) opvallend veel in de kruidlaag aanwezig. De moslaag is bijzonder goed ontwikkeld en bestaat uit bladmossen, waaronder verschillende veenmossen, en lichenen.
Waar het terrein droger wordt, kan de associatie van gewone dophei geleidelijk overgaan in de associatie van struikhei en stekelbrem. Op die plaatsen komen dophei en struikhei naast elkaar voor. Dikwijls zijn dit ook de plaatsen waar beide soorten het best floreren.

## Ecologie
De associatie van gewone dophei kan worden aangetroffen op vochtige tot natte, oligotrofe zandgronden in de heide, voornamelijk rond vennen en laagten in het terrein, soms heel lokaal in kleine depressies. Het grondwaterpeil is hoog en weinig wisselend. In de winter kan het peil zelfs hoger staan dan het maaiveld en is de bodem volledig met water verzadigd.
Deze associatie is op lange termijn enkel stabiel op de oevers van vennen en langs de rand van het hoogveen. Op andere plaatsen wordt zij op den duur verdrongen door bos. De meeste dopheidevegetaties zijn dus niet natuurlijk, zij worden al vanaf de middeleeuwen in stand gehouden door de mens, door het kappen van het bos en het afplaggen van de bodem.

## Subassociaties in Nederland en Vlaanderen
Van de dophei-associatie worden in Nederland en Vlaanderen vijf subassociaties onderscheiden.

### Subassociatie met veenmossen
Een subassociatie met veenmossen (Ericetum tetralicis sphagnetosum) is een overgangsvorm naar de plantengemeenschappen van het hoogveenmos-verbond. Ze komt voornamelijk voor op de natste plaatsen in het terrein, zoals rond vennen en op de grens van het hoogveen, waar continu een hoge waterstand is. Het is een zeer zeldzame subassociatie, met soorten als lavendelhei, eenarig wollegras en kleine veenbes.

### Subassociatie met bosbes
Een subassociatie met bosbes (Ericetum tetralicis vaccinietosum) wordt gedifferentieerd door rode bosbes en de veenmossen kussentjesveenmos en week veenmos.

### Typische subassociatie
De typische subassociatie (Ericetum tetralicis typicum) wordt gekenmerkt door de dominantie van gewone dophei en veenbies, maar trekrus kan in deze subassociatie faciës vormen. Deze subassociatie komt voor op vochtige tot natte, voedselarme zandgronden, met een hoge grondwaterstand, uitgesproken podzolprofiel met een humeuze toplaag.

### Subassociatie met korstmossen
De subassociatie met korstmossen (Ericetum tetralicis cladonietosum) is een open dwergstruweel op een wat drogere en humusarme bodem. Op dergelijke plaatsen zijn vooral korstmossen aspectbepalend, en de diversiteit van deze korstmossen kan bijzonder hoog zijn. Deze situatie komt wel voor wanneer de dophei het door externe factoren (plaggen, natte winters, insectenplaag) even moeilijk heeft.

### Subassociatie met gevlekte orchis
De subassociatie met gevlekte orchis (Ericetum tetralicis orchietosum) is een zeldzame subassociatie gekenmerkt door de aanwezigheid van soorten zoals het heidekartelblad, de liggende vleugeltjesbloem en de gevlekte orchis. Beenbreek kan in deze subassociatie faciësvormend optreden.

## Verspreiding
Het verspreidingsgebied van de associatie van gewone dophei strekt zich uit over de atlantische provincie: de kuststrook van West-Europa, Groot-Brittannië en Ierland. Het is een typische vegetatie die zich thuis voelt in streken met een maritiem klimaat, met hoge luchtvochtigheid, niet te warme zomers en geen strenge winters.
In Vlaanderen komt de associatie voor in de heidegebieden van de Antwerpse Kempen (onder andere in de Kalmthoutse Heide in Kalmthout, het Groot Schietveld in Brasschaat en het Turnhouts Vennengebied), en in Limburg (onder andere in de Hoge Kempen).

## Diagnostische taxa voor Nederland en Vlaanderen
In de onderstaande synoptische tabel staan de belangrijkste plantentaxa van de associatie van gewone dophei voor Nederland en Vlaanderen.

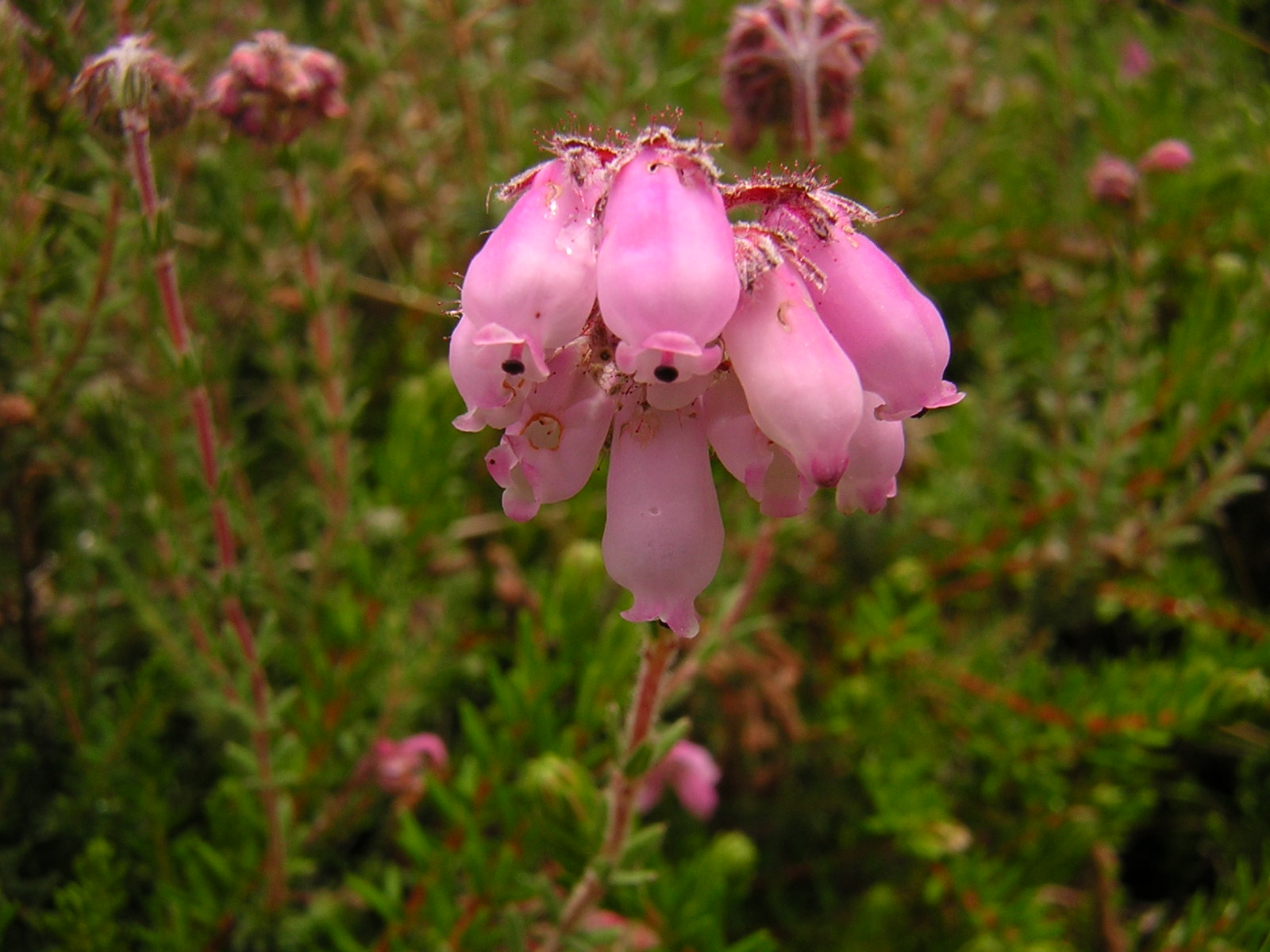
Gewone dophei

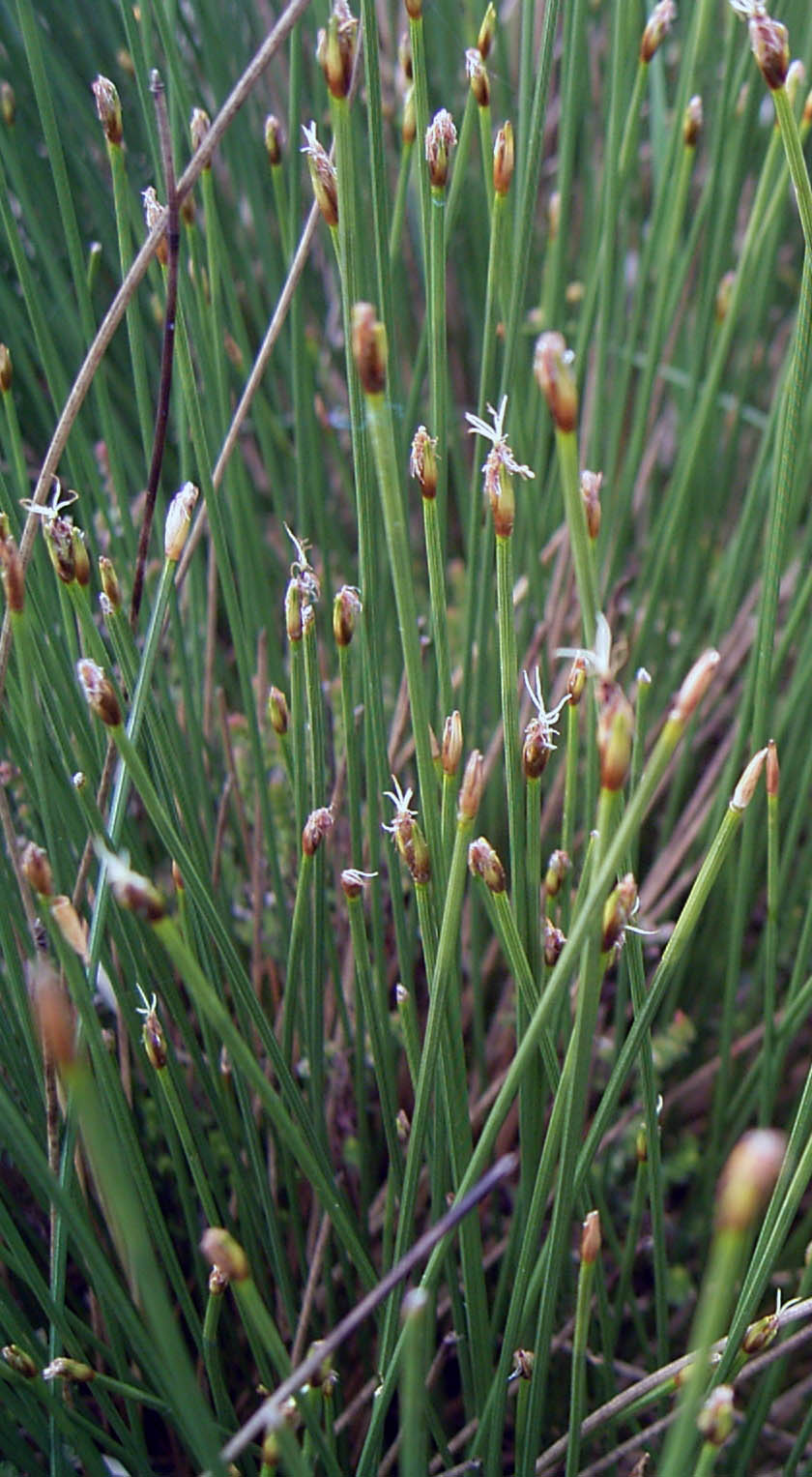
Veenbies

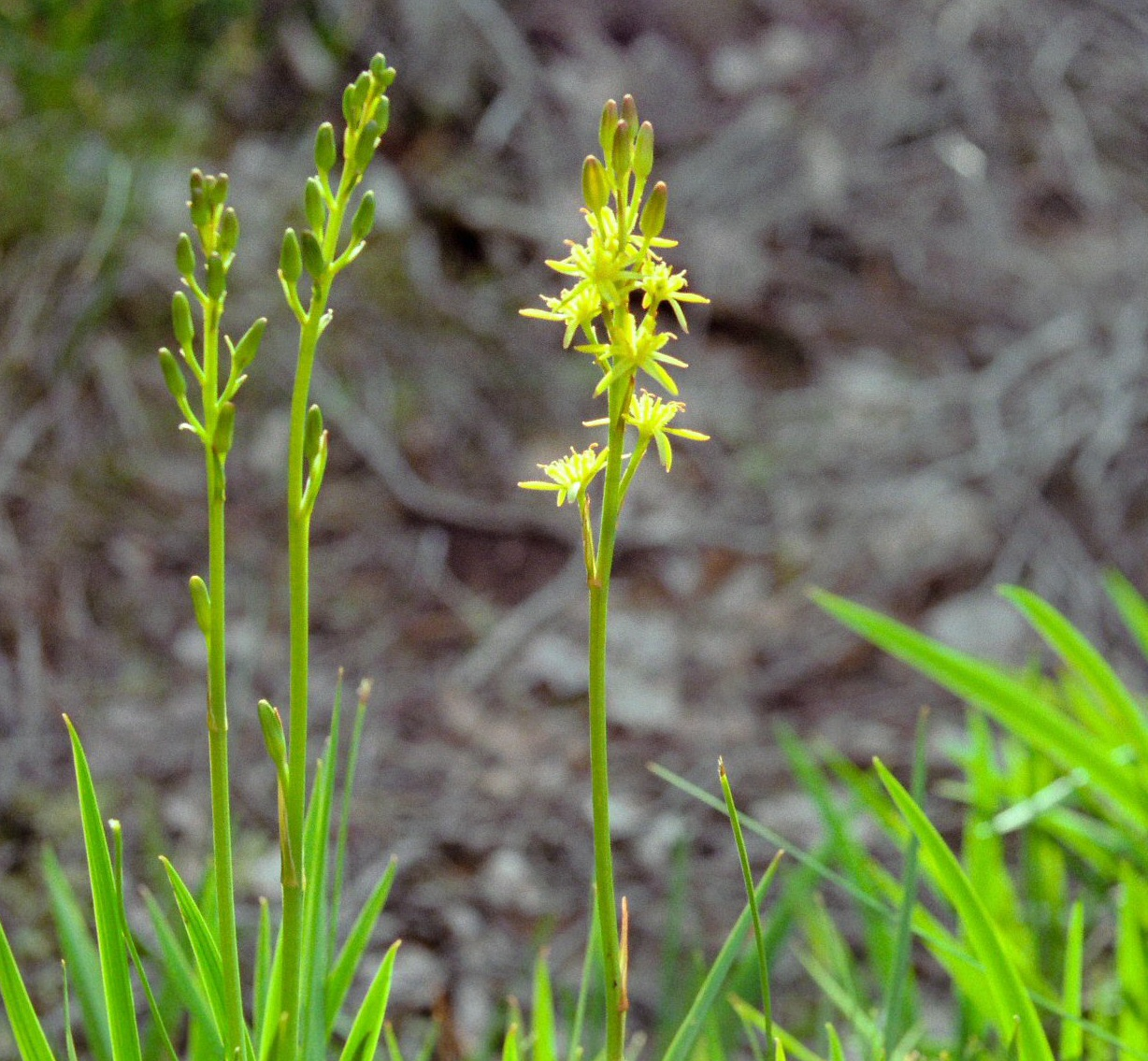
Beenbreek

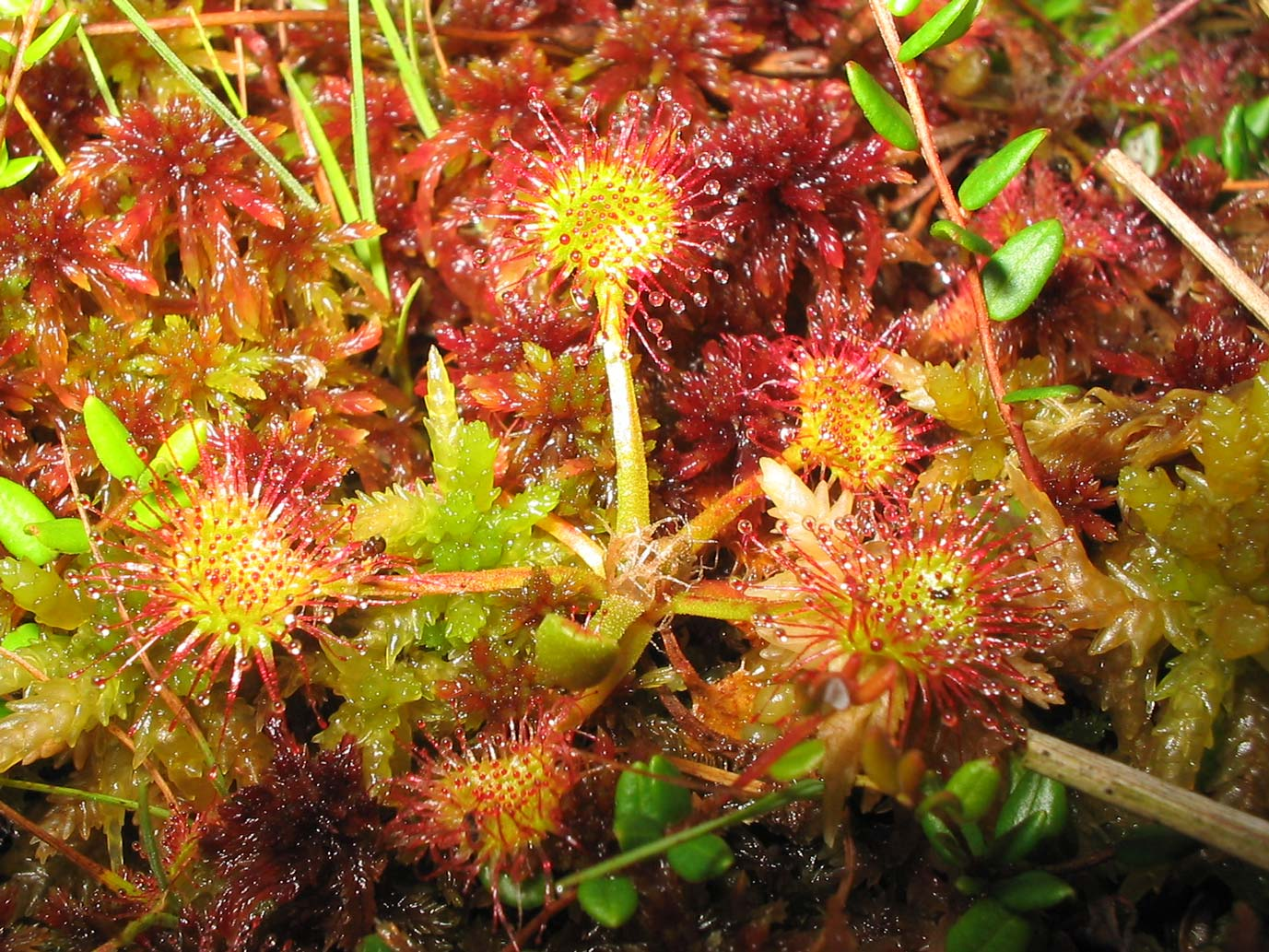
Ronde zonnedauw

Kruidlaag
| Diagnostisch taxon | Diff.soort | Abundantie | Triviale naam             | Botanische naam        | Opmerking                         |
| ------------------ | ---------- | ---------- | ------------------------- | ---------------------- | --------------------------------- |
| kK                 |            | D          | gewone dophei             | Erica tetralix         |                                   |
| kV                 | dS         | O          | lavendelhei               | Andromeda polifolia    | subassociatie met veenmossen      |
| kA                 |            | A/F        | veenbies                  | Scirpus cespitosus     |                                   |
| kV                 |            | A/F        | trekrus                   | Juncus squarrosus      |                                   |
| kK                 |            | A/F        | beenbreek                 | Narthecium ossifragum  |                                   |
| kK                 |            | F/O        | ronde zonnedauw           | Drosera rotundifolia   |                                   |
|                    | dV         | F          | blauwe zegge              | Carex panicea          |                                   |
|                    | dV         | Z          | klokjesgentiaan           | Gentiana pneumonanthe  |                                   |
|                    |            | D/O        | pijpenstrootje            | Molinia caerulea       |                                   |
|                    | dS         |            | pilzegge                  | Carex pilulifera       | subassociatie met korstmossen     |
|                    | dS         | F/O        | eenarig wollegras         | Eriophorum vaginatum   | subassociatie met veenmossen      |
|                    | dS         | F/O        | kleine veenbes            | Vaccinium oxycoccos    | subassociatie met veenmossen      |
|                    | dS         | O          | gevlekte orchis           | Dactylorhiza maculata  | subassociatie met gevlekte orchis |
|                    | dS         | O          | heidekartelblad           | Pedicularis sylvatica  | subassociatie met gevlekte orchis |
|                    | dS         | O          | liggende vleugeltjesbloem | Polygala serpyllifolia | subassociatie met gevlekte orchis |

Moslaag
| Diagnostisch taxon | Diff.soort | Abundantie | Triviale naam      | Botanische naam      | Opmerking                     |
| ------------------ | ---------- | ---------- | ------------------ | -------------------- | ----------------------------- |
| kA                 |            | F          | goudklauwtjesmos   | Hypnum imponens      |                               |
| kA                 |            | A/F        | kussentjesveenmos  | Sphagnum compactum   |                               |
| kA                 |            | A/F        | zacht veenmos      | Sphagnum tenellum    |                               |
| kV                 |            | A/F        | broedkelkje        | Gymnocolea inflata   |                               |
| kK                 |            | A/F        | roodviltmos        | Aulacomnium palustre |                               |
|                    | dV         | F/O        | slank veenmos      | Sphagnum recurvum    |                               |
|                    | dS         |            | gebogen rendiermos | Cladonia arbuscula   | subassociatie met korstmossen |
|                    | dS         |            |                    | Cladonia spp.        | subassociatie met korstmossen |

Algenlaag
| Diagnostisch taxon | Diff.soort | Abundantie | Triviale naam       | Botanische naam       | Opmerking |
| ------------------ | ---------- | ---------- | ------------------- | --------------------- | --------- |
| kV                 |            | A/F        | paars heideviltwier | Zygogonium ericetorum |           |

## Fauna
De natte heide is vooral interessant voor amfibieën zoals de heikikker (Rana arvalis), de bruine kikker (Rana temporaria) en de rugstreeppad (Epidalea calamita).
Ook reptielen als de levendbarende hagedis (Zootoca vivipara) en de adder (Vipera berus) hebben een voorkeur voor vochtige heide.
Verder vormt de vochtige heide een ideale biotoop voor allerlei insecten. Zo is de klokjesgentiaan een waardplant voor het gentiaanblauwtje (Maculinea alcon), die de eitjes afzet op de ongeopende bloemen. Het zeldzame heideblauwtje (Plebeius argus) komt enkel op dopheidevegetaties voor.

## Bedreiging en bescherming
De meeste begroeiingen van de associatie van gewone dophei zijn geen climaxvegetatie en vragen dus regelmatig beheersmaatregelen om te blijven bestaan, zo niet treedt vrij snel verstruweling en verbossing op. De verwaarlozing van dit beheer is een eerste belangrijke bedreiging.
Een tweede bedreiging is verdroging door de continue of regelmatige verlaging van de grondwaterspiegel, door het oppompen van grondwater als drinkwater of voor de landbouw, of door klimaatwijzigingen. Ontwatering leidt meestal tot vergrassing van de heide en een dominantie van pijpenstrootje.
De derde belangrijke bedreiging is de overbemesting van de heide door nabijgelegen landbouwgronden en door atmosferische stikstofdepositie. Ook hier zal een verhoogd voedselaanbod leiden tot vergrassing, met pijpenstrootje als de voornaamste overblijver.
Voor de instandhouding van de associatie van gewone dophei zijn twee typen beheersmaatregelen nodig:
- de beheersing van de grondwaterstand door waterbouwkundige maatregelen;
- het tegengaan van de verbossing en de eutrofiëring door verschillende ingrepen zoals het kappen van de boomopslag, regelmatig maaien van de kruidlaag en/of het plaggen van de toplaag van de bodem.

Indien goed uitgevoerd, zal binnen enkele jaren na het plaggen de dopheidevegetatie terug herstellen, met als mogelijke (interessante) tussenstap de associatie van moeraswolfsklauw en snavelbies.

## Fotogalerij

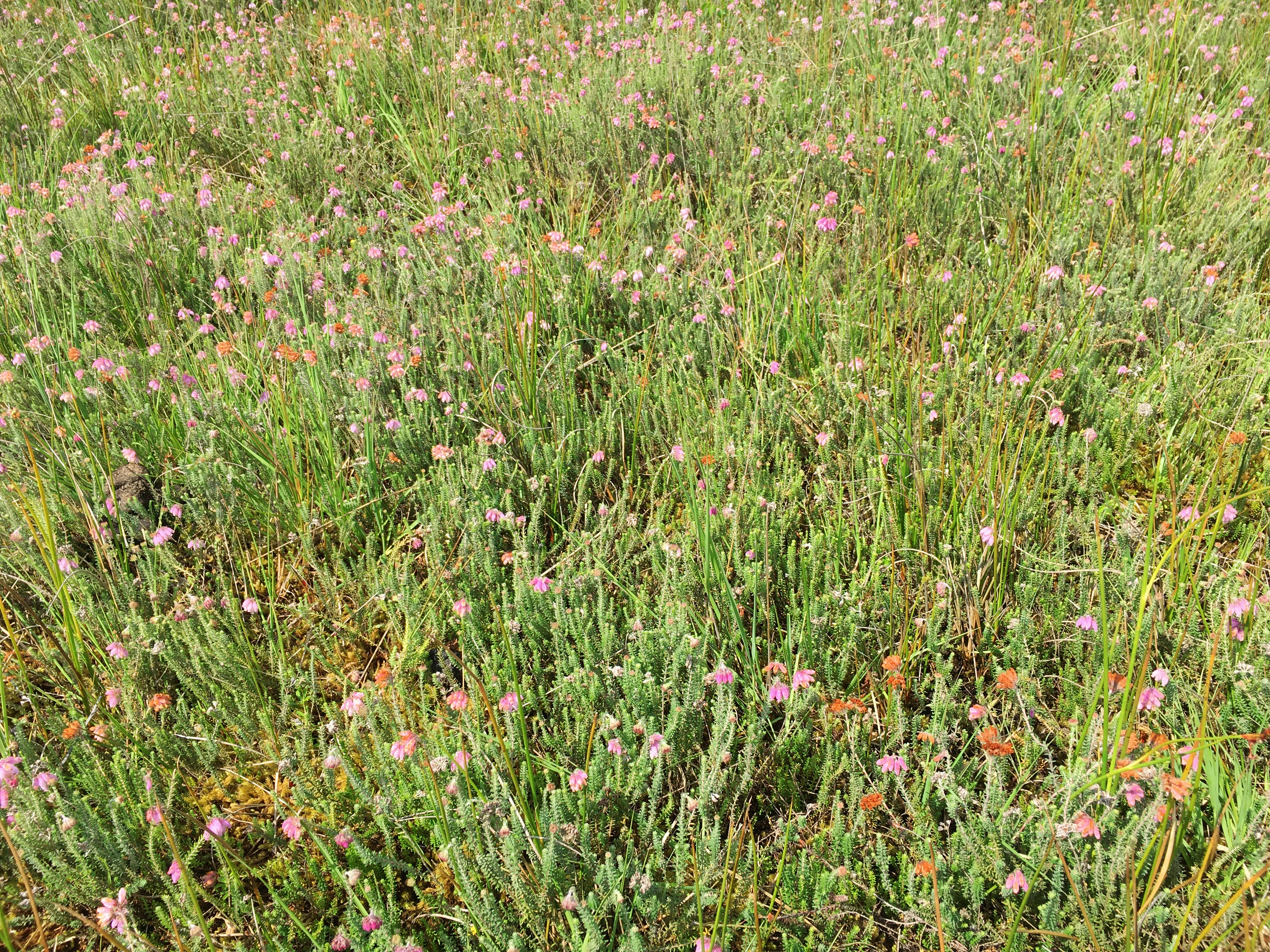
Zomeraspect
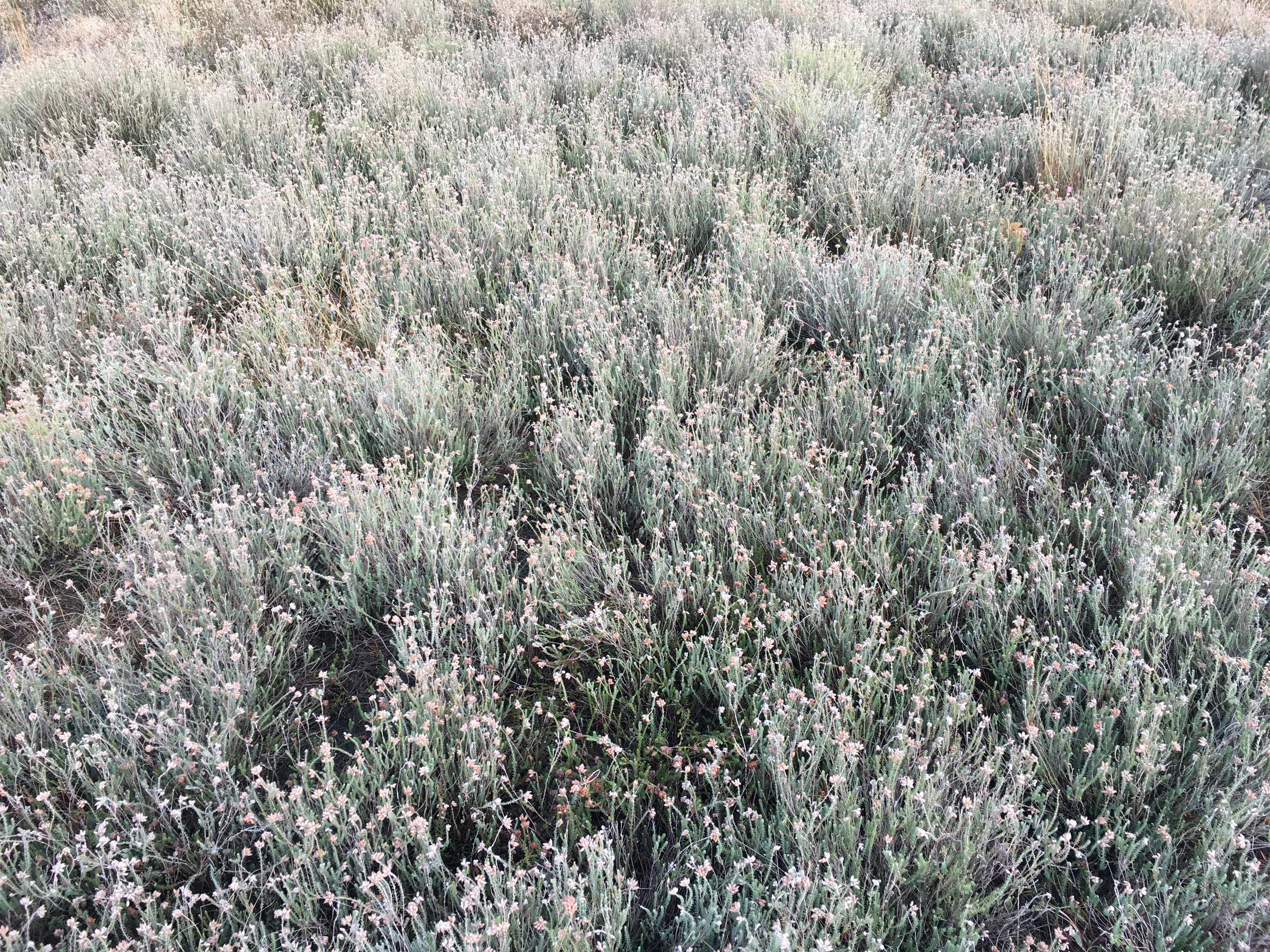
Winteraspect
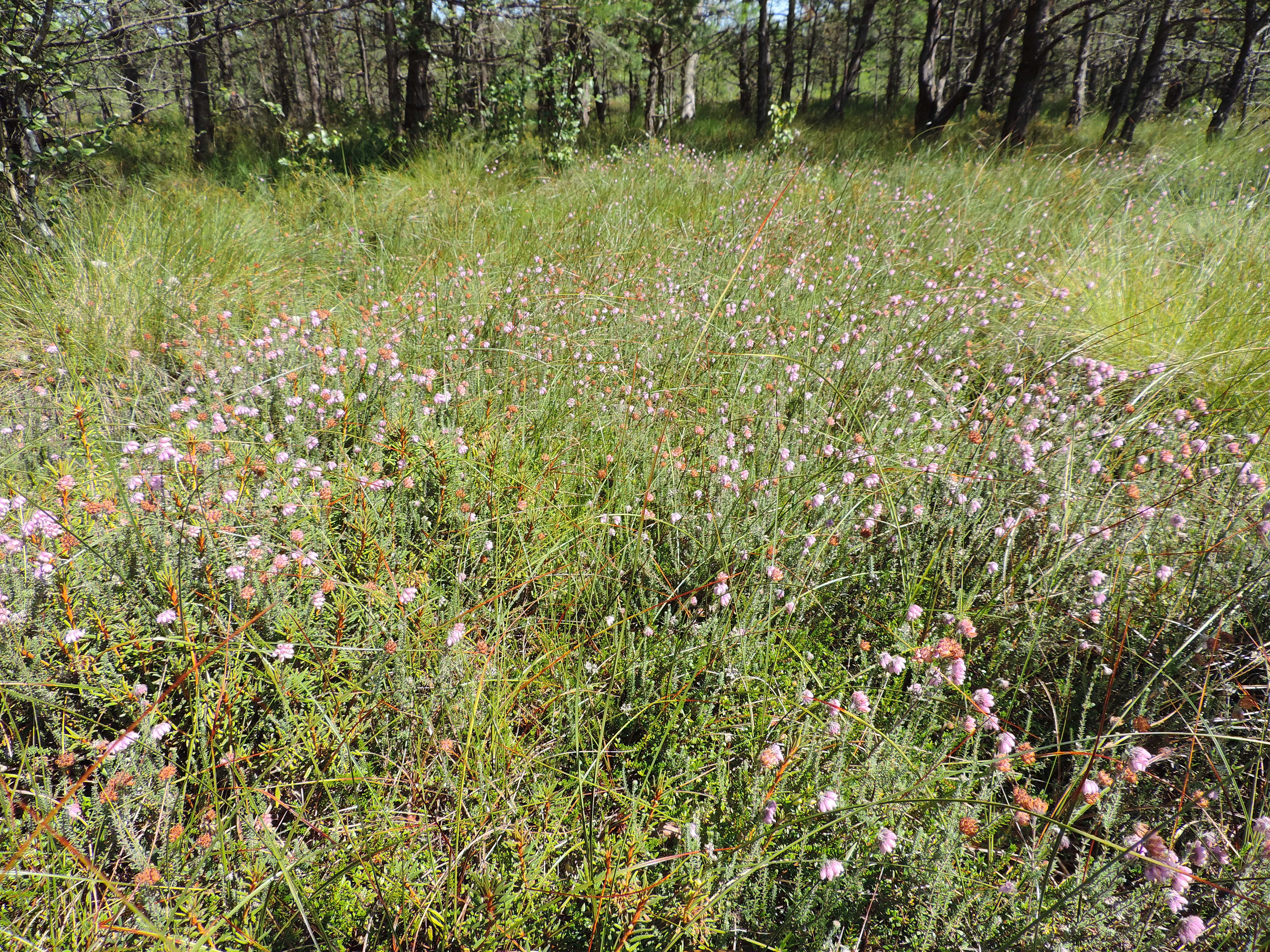
Subassociatie met veenmossen
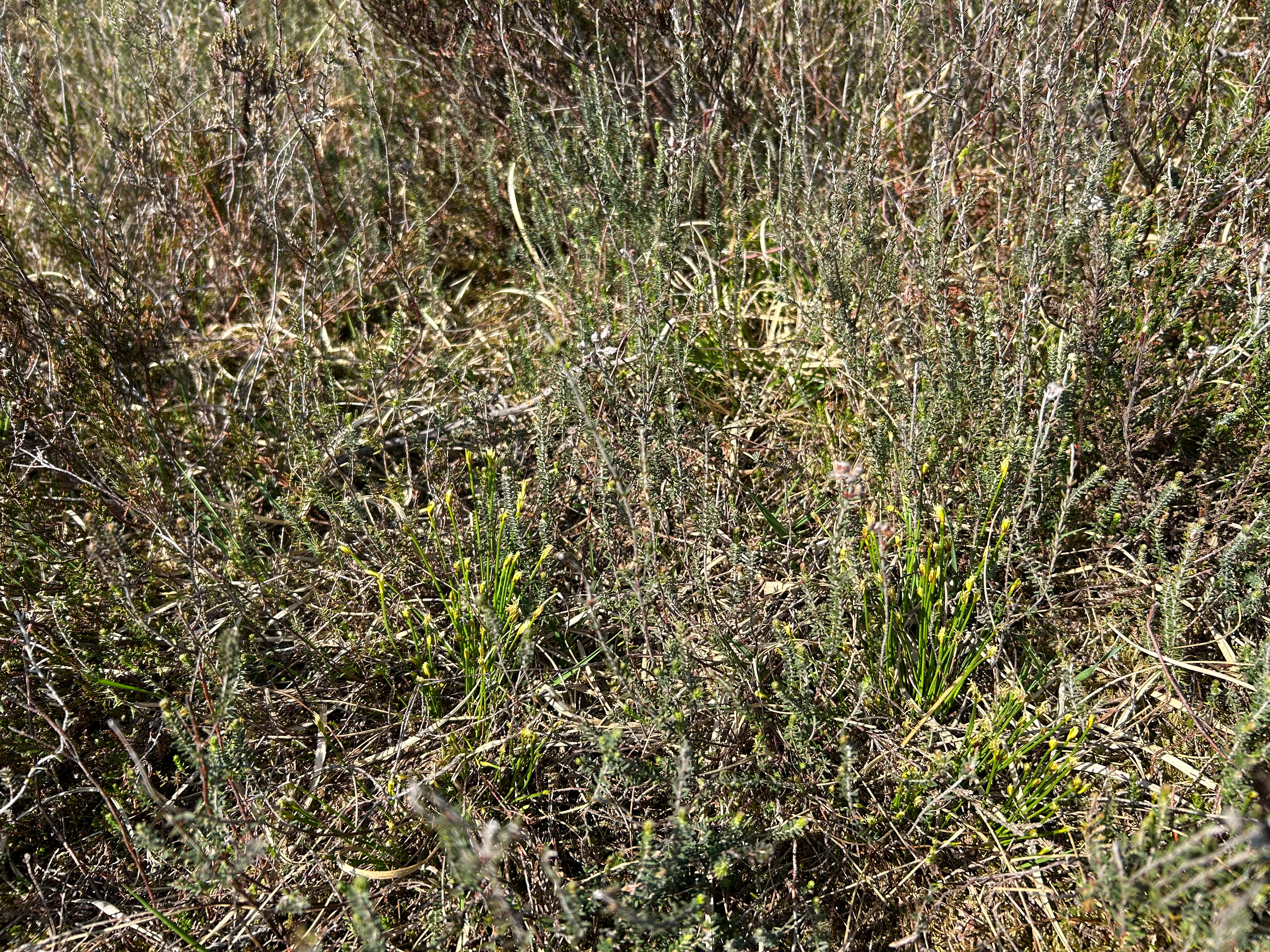
Close-up van een voorjaarsaspect